# 大祚荣
渤海高王（？—719年4月2日），諱大祚榮，是渤海国的開國之主，在位期从698年至719年。

## 生平
根據《舊唐書》和《新唐書》的記載：姓「大」氏，粟末靺鞨部（满洲先祖）人，亦是“渤海靺鞨大祚榮為高麗別種”，粟末靺鞨酋长乞乞仲象之子（一说大祚荣和乞乞仲象是同一人）。曾依附于高句麗，高句丽被新罗联合中国唐朝所灭，后脱离中国武周朝，创立渤海国（震国）。
高句麗滅亡後，粟末靺鞨大祚荣迁居營州（今辽宁朝阳市），骁勇善用兵。万岁通天元年（696年），契丹李尽忠、孙万荣举兵反唐攻陷营州，与父乞乞仲象联合乞四比羽起兵响应，率营州靺鞨人及部分高句丽遗民，从营州东徙，渡过辽水，回靺鞨故地。乞乞仲象死后，率众至长白山东北奥鲁河边，设堡立墙壁，在天门岭（今张广才岭）大败李楷固，据东牟山（今敦化市六顶山），拥兵自立，筑城以居。並於圣历元年（698年）割据其地自封为王，建震国，自立为振国王（震国王），定都奥东城（在今敦化市境内），遣使通于突厥，以防备武周。699年，大祚荣自立为靺鞨国王，并以尊称“da（古通古斯语即酋长）”自创其姓大氏，因其父曾封震国公又对外称“大震国”（一说大振国），从此开创了渤海国的前身。伯咄靺鞨、安车骨靺鞨、号室靺鞨等部及高句丽余众多归附。辖地以今敦化、宁安为中心，西接契丹，东至日本海，南连新罗，北至黑水靺鞨。有兵数万，户十余万，方圆二千里，尽得夫余、沃沮、弁韩之地。用汉文字、有书记。神龙元年（705年），接受唐朝招慰，向唐朝称臣，其子大门艺入侍，实现了和解。景云二年（711年），向唐朝遣使贡方物。开元元年（713年），正式得到唐朝册封，唐玄宗封大祚荣为左骁卫员外大将军、渤海郡王，同时兼领“忽汗州都督府”都督的职务，以其所统为忽汗州。从此去靺鞨之号，专称渤海。同年派儿子朝唐，奏请通市。大祚榮建國後極力保持外交上的和平：除了向唐朝称臣修好之外，也盡力保持與突厥、契丹、新羅和日本的友好關係。由於渤海國位處強國之間，所以成為了除日本以外的四个政权之間的緩衝區。正是由于大祚荣的睦邻政策才使渤海国得以在初唐之時保持獨立。在位二十二年，先后七次遣使朝唐。开元七年（719年）病逝，其王位由兒子大武藝武王繼位，谥号为高王。

## 封号
振国王的称号来源于武则天对大祚荣父亲乞乞仲象所册封的震国公。

## 大祚榮的種族
關於大祚榮的種族，《舊唐書》記載大祚榮是「高麗別種」，《新唐書》認為渤海大氏本為粟末靺鞨，依附高麗。
897年在新罗与渤海争长的事件中，崔致远所作的《谢不许北国居上表》中，就是把大祚荣称为“靺鞨”，称为“粟末小蕃”、“鞅羯之属”。

 — 崔致远， 谢不许北国居上表

## 家庭

### 兄弟
- 大野勃

### 子女

#### 子
1. 渤海武王大武藝
2. 大門藝
3. 左威衛員外大將軍大昌勃價，襄平县开国男
4. 大寶方
5. 大胡雅
6. 大琳
7. 大朗雅（大郎雅）

## 《桓檀古记》
《桓檀古记》称大祚荣建年号天統，被尊为太祖、聖武高皇帝。

## 附注
1. ↑  金毓黻《渤海國志長編》：高王22年3月丁酉，唐玄宗開元7年3月
2. ↑  当时靺鞨语的发音为“乞乞”，语义是“大”。
3. ↑  高文德・卢勋・史金波・白滨 (编). . 吉林教育出版社. 1995-12.
4. ↑  
 — 舊唐書， 卷一九九下， 渤海靺鞨傳

中文维基文库中相关的原始文献：
5. ↑  
 — 新唐書， 卷二一九， 渤海傳

中文维基文库中相关的原始文献：
6. ↑  《桓檀古记》第七 大震国本纪